# Метадонова терапия
Метадоновата терапия е лечение, в което се използва метадон, прилаган в продължителен период от време като лечение за хора, които са пристрастени към опиоиди като хероин, където детоксикацията е била неуспешна или достъпа до лечение на злоупотреба със субстанции изисква пълно въздържание. Метадоновата терапия дава възможност да се направи първата стъпка към социална рехабилитация, защото позволява на пристрастения да избегне неприятните симптоми на абстиненция резултат от пълното изчистване. Метадоната терапия също може да се използва при пациенти, които страдат от проблеми свързани със сериозна болка, която е резистентна към други лекарства. Метадоновата терапия се изпълнява от метадонови амбулатории, които в България са познати като метадонови програми.

## Модалност
Метадоновата терапия е била използвана за лечение на опиодина зависимост за повече от 45 години (изобретена през 1937). Терапевтичното дозиране зависи от индивидуалните нужди на пациента, а терапевтичните граници на дозировката обикновено са между 25 и 150 mg. Количеството орален метадон, което пристрастения индивид изисква зависи от размера на незаконното вещество, което преди това е използвал, но по правило 1 грам хероин от улицата отговаря приблизително на 50 – 80 мг метадон. Метадона се приема или орално по формулата – 1 mg/ml смес метадон, която се допълва с червена или бистра течност или като предписана смес, съдържаща 10 mg метадон в 1 мл течност (син цвят), или 20 mg метадон в 1 ml течност (кафяв цвят). Рядко се разрешава консумация без наблюдение, тъй като тези комбинации не са гъсти колко 1 mg/1 mg смес и предразполагат към погрешно използване, защото са по лесни за инжектиране, а също поради високия риск от предозиране на индивиди, които не използват толкова висока доза. На индивид с предписани 200 mg ще трябва да вземе само 20 мл на 10 mg/1 mg смес, което го прави по-лесно за взимане.

## Раздаване
Метадоновата поддържаща терапия обикновено изисква пациентите да посещават дозиращите амбулатории всеки ден, в зависимост от законите за контролирани вещества. Повечето региони в чужбина позволяват метадоновите амбулатории да затварят в неделя като осигуряват лекарството за вкъщи, в България се работи и в почивните дни.
Когато метадона се прилага в постоянни дневни дози, той стабилизира пациента и облекчава симптомите на абстиненция.
Във Великобритания повечето клиники раздават на новите пациенти 35 mg и увеличават дозата с 5 или 10 mg на ден, докато достигнат стабилизация. Това гарантира, че новия пациент няма да предозира поради свръх-предписание: някои пациенти могат да преувеличат с размера на незаконното вещество, за да им бъде предписано по-голямо количество метадон, но опитния практикуващ би трябвало да може да установи кога е достигнал правилната доза. Нормално е първите три месеца лекаря да предпише на пациента ежедневната консумация да се взима на място, преди му бъде позволено да си взима дозите за вкъщи, но дали ще бъдат предписани дози за вкъщи или не зависи от преценката на лекаря.

## Пътуване
Във Великобритания пациентите в метадоновата поддържаща терапия, които искат да пътуват извън страната, са обекти на някои законови изисквания свързани с износа и вноса на метадон. Лекарят трябва да бъде информиран подробно за пътуването, след което урежда лиценз за пренасянето на веществото. Този лиценз се изисква само ако общата сума на изнесен метадон е повече от 500 mg. Предоставянето на лиценз не разрешава внасянето на метадон, в която и да е чуждестранна юрисдикция. За внос пациентът трябва да се свърже с посолството на дадената страна и да поиска разрешение да внася метадон в държавата, въпреки че трябва да се отбележи, че не всички страни позволят вноса на контролирани вещества. Лиценза също дава възможност за повторно внасяне на останалия метадон обратно в Англия. Нормално е за пациенти, които пътуват в чужбина да бъде предписан метадон във форма на таблетки, като таблетките са по лесни за транспортиране. За пациентите, които ще бъдат в чужбина за по-дълъг период от време, трябва да се организира приемането на необходимите медикаменти да се осъществява в местна клиника.
	В България пътуването в чужбина с пренос на метадон става чрез получаване на разрешение от Министерство на здравеопазването след подадена молба. Пациентът може да получи дневните си дози за период от максимум 30 дни при пътуване в чужбина.
|  | Тази страница частично или изцяло представлява превод на страницата Methadone maintenance в Уикипедия на ???. Оригиналният текст, както и този превод, са защитени от Лиценза „Криейтив Комънс – Признание – Споделяне на споделеното“, а за съдържание, създадено преди юни 2009 година – от Лиценза за свободна документация на ГНУ. Прегледайте историята на редакциите на оригиналната страница, както и на преводната страница, за да видите списъка на съавторите. ВАЖНО: Този шаблон се отнася единствено до авторските права върху съдържанието на статията. Добавянето му не отменя изискването да се посочват конкретни източници на твърденията, които да бъдат благонадеждни. |